# Symphony I – Deep Dark Red
Symphony I - Deep Dark Red (englisch Erste Symphonie – Tief dunkles Rot) ist ein Demo der belgischen Funeral-Doom-Band Until Death Overtakes Me. Bandkopf Stijn van Cauter spiele das Demo für eine Veröffentlichung als Studioalbum im Jahr 2002 erneut ein.

## Geschichte
Mit Symphony I - Deep Dark Red präsentierte Stijn van Cauter im Jahr 2001 das erste abgeschlossene und eigenständige Werk des Projektes Until Death Overtakes Me, das er über das eigens initiierte Label Nulll Records veröffentlichte. Das Demo fußte auf Songmaterial, dass seit dem Jahr 1997 entstanden war und folgte auf das Split-Album mit I Dream No More. Aus Unzufriedenheit mit der ersten Version spielte van Cauter das Demo ein zweites Mal ein und veröffentlichte es erneut als Studioalbum im Jahr 2002.

## Albuminformationen
Symphony I - Deep Dark Red ist das erste Demo und zweite Album der Band. Das 2001 erstmals veröffentlichte Album enthält sechs separate Stücke. Die Gesamtspielzeit 2001 betrug 66:24 Minuten, die als Album im Jahr 2002 57:17. Beide Varianten unterschieden sich in der Aufnahmequalität, dem Arrangement der Stücke und durch ersetzte einzelner Titel. Die Stücke Winter Within und In the Mist wurden durch das Intro Silent Dream und das Stück In the Light of Dying Summer ersetzt. In the Mist wurde als Teil des inzwischen erschienenen Albums Symphony II – Absence of Life verwertet. Die Gestaltung übernahm van Cauter selbst. Das Albumcover zeigt im Stil einer digitalen Grafikbearbeitung das zentral gelegene Bandlogo, Bandname und Albumtitel in Rot und Weiß auf rotem Grund.
| Titelliste (Demo, 2001) | Titelliste (Album, 2002) |
| 1. Winter Within: 04:02 2. Never Again: 11:27 3. They Never Hope: 14:23 4. In the Mist: 20:31 5. Careless, Painless, Far Away: 11:58 6. Towards the Emptiness: 04:03 | 1. Silent Dreams: 03:27 2. They Never Hope: 14:39 3. In the Light of Dying Summer: 09:24 4. Never Again: 14:39 5. Careless, Painless, Far Away: 11:05 6. Towards the Emptiness: 04:03 |

## Stil
Die Musik wird dem Funeral Doom zugerechnet. Dabei ist die Variante der Funeral Doom die Until Death Overtakes Me auf Symphony I – Deep Dark Red präsentiert „ultra-langsam“, minimalistisch und vom Dark Wave geprägt. Zum Vergleich verwies Aldo Quispel in einer Besprechung des Webzines Doom-Metal.com auf Skepticism, jedoch langsamer und stärker vom Dark Wave beeinflusst. Der Effekt der Musik sei einzigartig, „hypnotisierend und surreal“.
Das Keyboard wirke geradezu „billig“ jedoch effektiv, das Schlagzeug „extrem minimal“ in einer Mischung aus analogem Spiel und programmierten Takt, die Gitarren hingegen statisch repetitiv und reduziert während der Gesang aus einem Growling weniger Zeilen, in besonders tiefen gutturalen Laute besteht.

## Wahrnehmung
Symphony I - Deep Dark Red wurde überwiegend positiv rezipiert. Als „Soundtrack zu einem mentalen Zusammenbruch“ mit einem „zutiefst persönlichen, unbestreitbar einzigartigen Klang“ erweise sich das Album als Seltenheit im Genre. „Dunkel und mysteriös“ weise Symphony I - Deep Dark Red den Weg in Richtung „Verzweiflung und Leere“.